# O (filme)
O (bra: Jogo de Intrigas) é um filme estadunidense de 2001, do gênero drama romântico, dirigido por Tim Blake Nelson, com roteiro de Brad Kaaya baseado na peça Otelo, o Mouro de Veneza, de William Shakespeare. É estrelado por Mekhi Phifer, Julia Stiles e Josh Hartnett. Foi filmado em Charleston, Carolina do Sul, na primavera de 1999. 

## Enredo
Odin James (Mekhi Phifer) é o único estudante negro em sua escola e faz parte da equipe de basquete dela. Além de desfrutar de popularidade entre os demais estudantes, Odin ainda namora Desi Brable (Julia Stiles), filha do reitor. Seu melhor amigo é Hugo Goulding (Josh Hartnett), que está entrando para a equipe de basquete e é também o filho do técnico da equipe, Duke Foulding (Martin Sheen), que lhe pediu para ajudar Odin a lidar com as pressões que vem enfrentando ultimamente. Hugo é extremamente invejoso em relação a Odin, devido à atenção que ele recebe de seu pai e do restante da escola, e busca manipular todos que estão ao seu redor a fim de atingir suas vontades pessoais. Confidente de Odin, Hugo faz de tudo para destruí-lo sem que ele perceba suas reais intenções e vê a chance ideal de pôr seu plano em prática quando se aproxima a final da temporada de basquete.

## Elenco
- Mekhi Phifer como Odin James (baseado em Othello)
- Julia Stiles como Desi Brable
- Josh Hartnett como Hugo Goulding
- Elden Henson como Roger Calhoun
- Andrew Keegan como Michael Cassio
- Rain Phoenix como Emily
- Martin Sheen como treinador Duke Goulding
- John Heard como Bob Brable
- Anthony Johnson como Dell
- Rachel Shumate como Brandy

## Lançamento
Originalmente previsto para ser lançado em 17 de outubro de 1999, foi adiado após o Massacre de Columbine, devido a seu tema de violência no ensino médio, sendo lançado em 31 de agosto de 2001.

## Recepção da Crítica
O filme recebeu críticas moderadamente positivas. O site Rotten Tomatoes relata um índice de aprovação de 64%, com uma classificação média de 6,1/10 baseado em 124 comentários. No Metacritic, o filme alcançou uma pontuação média de 53 de 100, com base em 26 críticas, significando "críticas mistas ou médias".